# Ministri per l'attuazione del programma di governo della Repubblica Italiana
I ministri per l'attuazione del programma di governo della Repubblica Italiana si sono avvicendati dal 2001 al 2011.

## Lista
| Ministro | Ministro | Ministro                     | Partito                           | Governo        | Mandato        | Mandato          | Leg. |
| Ministro | Ministro | Ministro                     | Partito                           | Governo        | Inizio         | Fine             | Leg. |
| --- | -------- | ---------------------------- | --------------------------------- | -------------- | -------------- | ---------------- | ---- |
| |          | Giuseppe Pisanu (1937)       | Forza Italia                      | Berlusconi II  | 11 giugno 2001 | 3 luglio 2002    | XIV  |
| |          | Claudio Scajola (1948)       | Forza Italia                      | Berlusconi II  | 28 agosto 2003 | 23 aprile 2005   | XIV  |
| |          | Stefano Caldoro (1960)       | Nuovo PSI                         | Berlusconi III | 23 aprile 2005 | 17 maggio 2006   | XIV  |
| |          | Giulio Santagata (1949-2024) | La Margherita Partito Democratico | Prodi II       | 17 maggio 2006 | 8 maggio 2008    | XV   |
| |          | Gianfranco Rotondi (1960)    | Il Popolo della Libertà           | Berlusconi IV  | 8 maggio 2008  | 16 novembre 2011 | XVI  |
| Deleghe conferite al ministro per i rapporti con il Parlamento Piero Giarda (Governo Monti, 2011 - 2013)                                     |          |                              |                                   |                |                |                  |      |
| Deleghe conferite al sottosegretario di Stato alla Presidenza del Consiglio dei ministri Giovanni Legnini (Governo Letta, 2013 - 2014)       |          |                              |                                   |                |                |                  |      |
| Deleghe conferite al ministro per le riforme costituzionali e i rapporti con il Parlamento Maria Elena Boschi (Governo Renzi, 2014 - 2016)   |          |                              |                                   |                |                |                  |      |
| Deleghe conferite al sottosegretario di Stato alla Presidenza del Consiglio dei ministri Maria Elena Boschi (Governo Gentiloni, 2016 - 2018) |          |                              |                                   |                |                |                  |      |
| Deleghe conferite al sottosegretario di Stato alla Presidenza del Consiglio dei ministri Giancarlo Giorgetti (Governo Conte I, 2018 - 2019)  |          |                              |                                   |                |                |                  |      |
| Deleghe conferite al sottosegretario di Stato alla Presidenza del Consiglio dei ministri Andrea Martella (Governo Conte II, 2019 - 2021)     |          |                              |                                   |                |                |                  |      |
| Deleghe conferite al sottosegretario di Stato alla Presidenza del Consiglio dei ministri Roberto Garofoli (Governo Draghi, 2021 - 2022)      |          |                              |                                   |                |                |                  |      |
| Deleghe conferite al sottosegretario di Stato alla Presidenza del Consiglio dei ministri Giovanbattista Fazzolari (Governo Meloni, 2022 - )  |          |                              |                                   |                |                |                  |      |